# Via Crucis de Montserrat
El Via Crucis de Montserrat es un conjunto de obras escultóricas de signo religioso situadas en el camino que conduce de la plaza Abad Oliba a la capilla de la Soledad, en el Monasterio de Montserrat. El camino reproduce el itinerario (Via Crucis) de Jesús de Nazaret llevando la cruz hasta el Calvario. 

## Historia
El conjunto se construyó entre 1904 y 1916 en la parte posterior del monasterio, compuesto por 14 estaciones representando la Pasión de Jesús. Sufragado por la Cofradía del Via Crucis Perpetuo y Viviente de Barcelona, fue obra de Enric Sagnier i Villavecchia (por aquel entonces arquitecto titular de la Basílica de Montserrat) y Eduard Mercader, mientras que la escultura corrió en su totalidad a cargo de Eusebi Arnau —autor de los modelos, que ejecutaba el tallista Joan Pujol—. El conjunto desarrollado por Sagnier tenía un estilo vagamente gaudiniano, perceptible por las superficies rugosas de la piedra repicada y los pináculos naturalistas. Además de la obra escultórica se erigió al final del recorrido la capilla de la Soledad (1915-1916), templete de influencia oriental inspirado en el sepulcro de Jesús, con pinturas de Darius Vilàs y una escultura de Josep Llimona. 
El Via Crucis fue destruido en 1936 en el transcurso de la guerra civil española, quedando en la actualidad un único vestigio, la base de la Crucifixión, así como la capilla de la Soledad, que sobrevivió a la destrucción.
En los años 1950 se proyectó un nuevo Via Crucis, a cargo del arquitecto Francesc Folguera, con esculturas de Margarida Sans Jordi, Francesc Juventeny y Domènec Fita. Dañado en los últimos años por algunos desprendimientos, algunas de las obras han debido ser retiradas y sustituidas por una estela diseñada por Josep Garganté.

## Estaciones
- Primera: Jesús es condenado a muerte, de Margarida Sans Jordi
- Segunda: Jesús carga la cruz, de Margarida Sans Jordi
- Tercera: Jesús cae por primera vez, bajo el peso de la cruz, de Margarida Sans Jordi
- Cuarta: Cristo con la cruz, de Margarida Sans Jordi
- Quinta: Es ayudado por el Cireneo, de Domènec Fita
- Sexta: La Verónica seca el rostro de Jesús, de Domènec Fita
- Séptima: Jesús cae por segunda vez, de Domènec Fita
- Octava: Jesús consuela a las mujeres de Jerusalén, de Domènec Fita
- Novena: Cae por tercera vez, de Domènec Fita
- Décima: Jesús es desnudado, de Domènec Fita
- Undécima: Es clavado en la cruz, de Domènec Fita
- Duodécima: Padre os entrego mi espíritu, de Domènec Fita
- Decimotercera: Cristo yacente, de Francesc Juventeny
- Decimocuarta: No hay dolor como el mío, de Domènec Fita

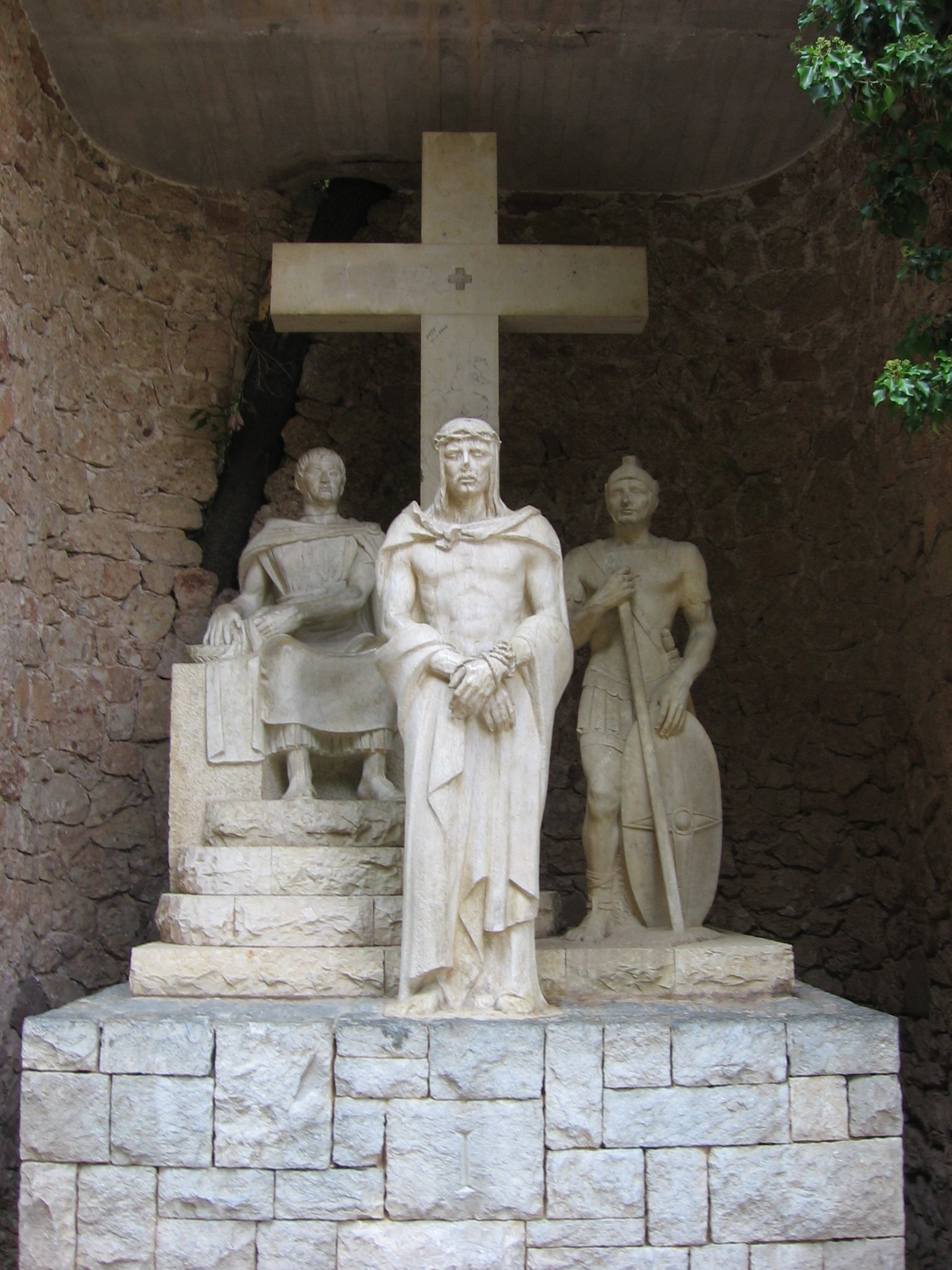
Jesús es condenado a muerte, de Margarida Sans Jordi
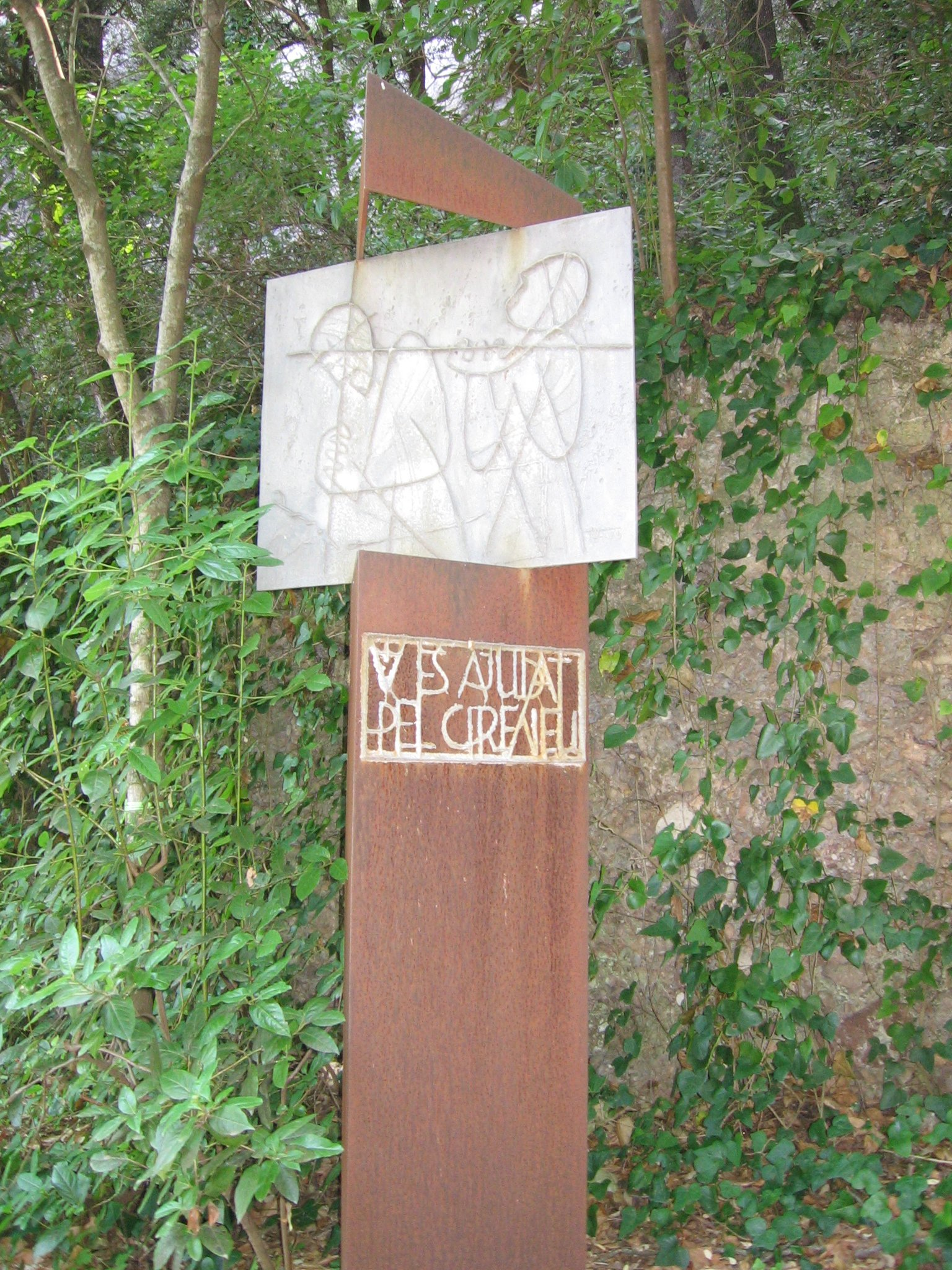
Es ayudado por el Cireneo, de Domènec Fita
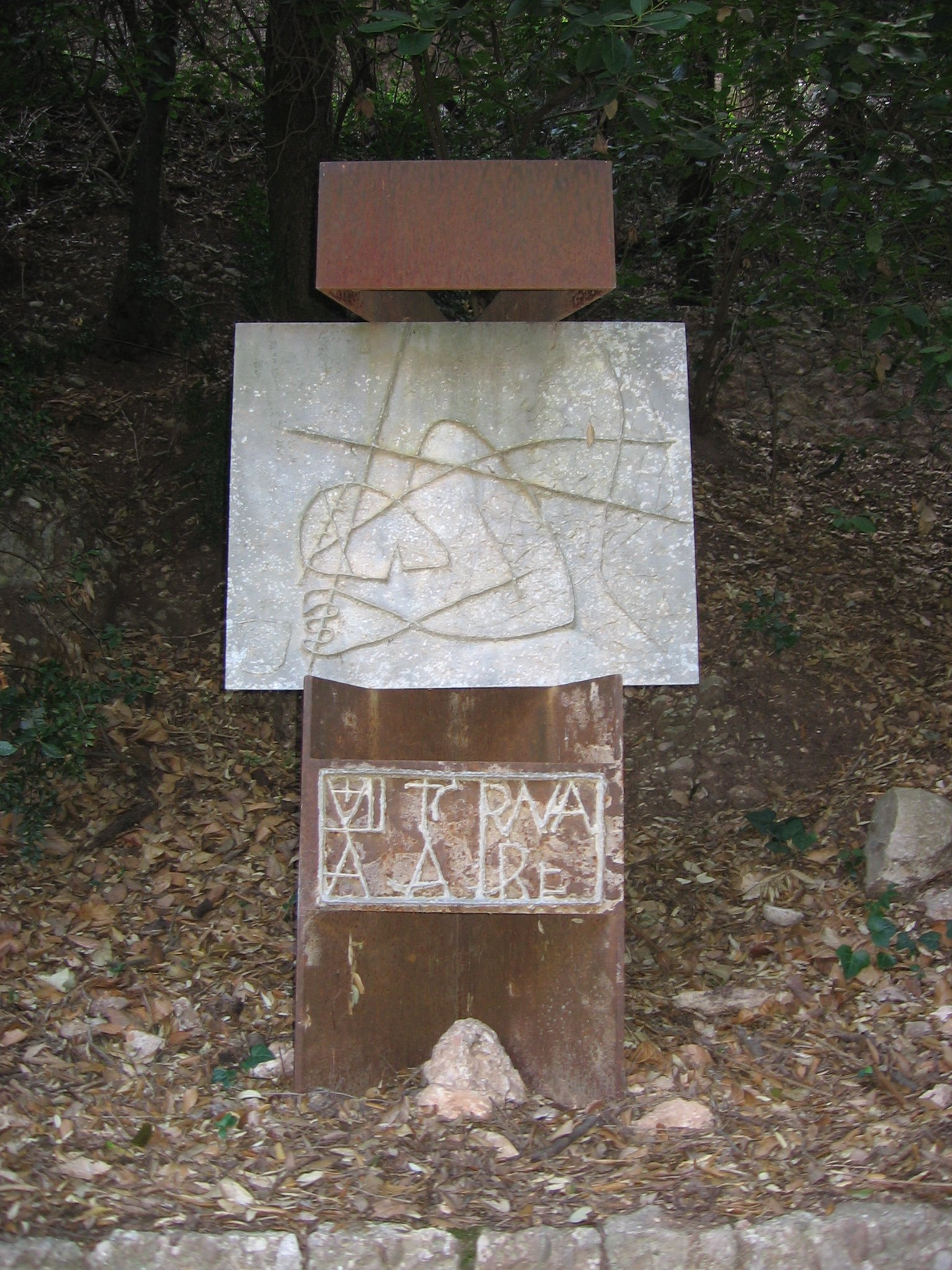
Jesús cae por segunda vez, de Domènec Fita
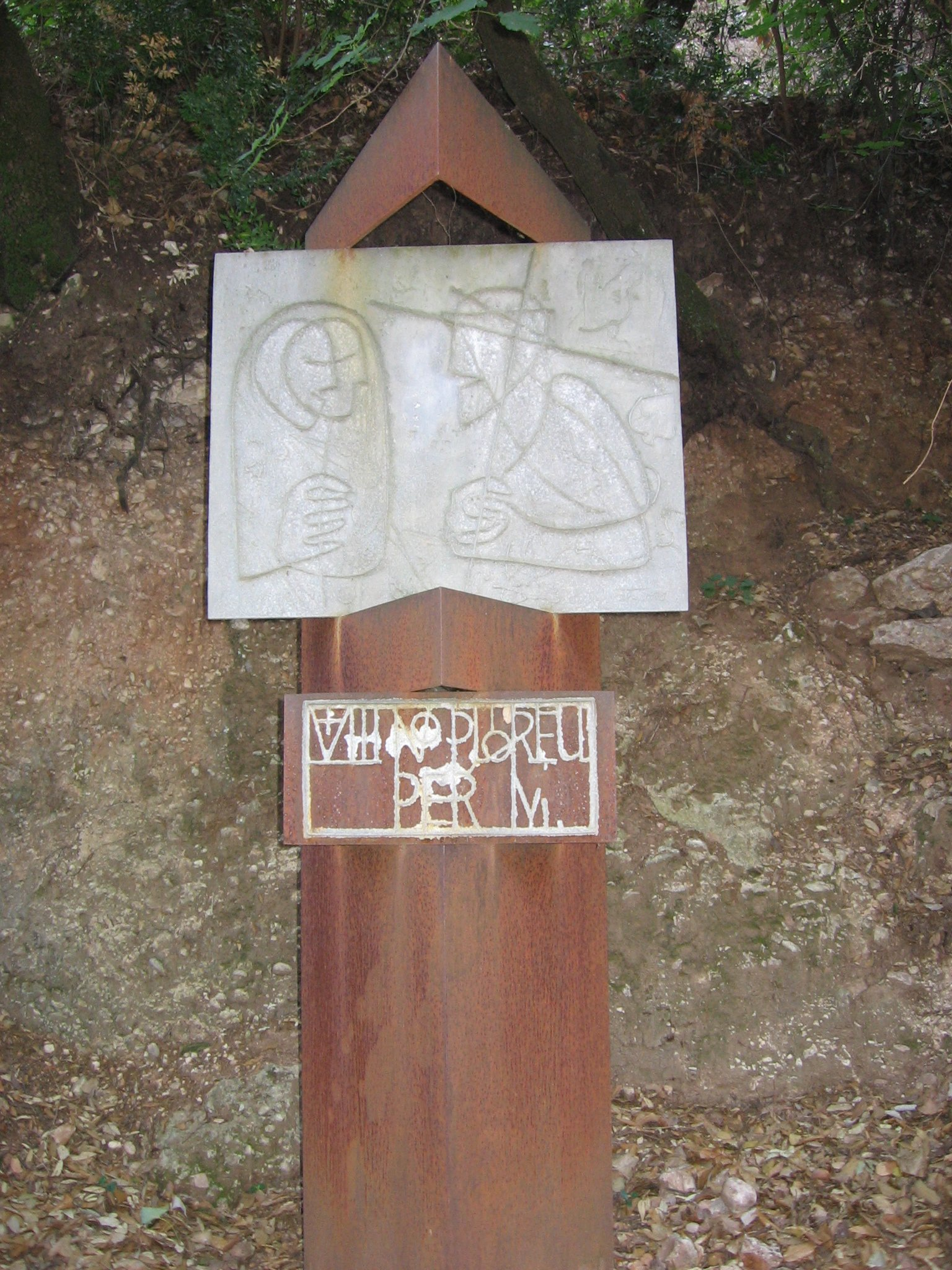
Jesús consuela a las mujeres de Jerusalén, de Domènec Fita
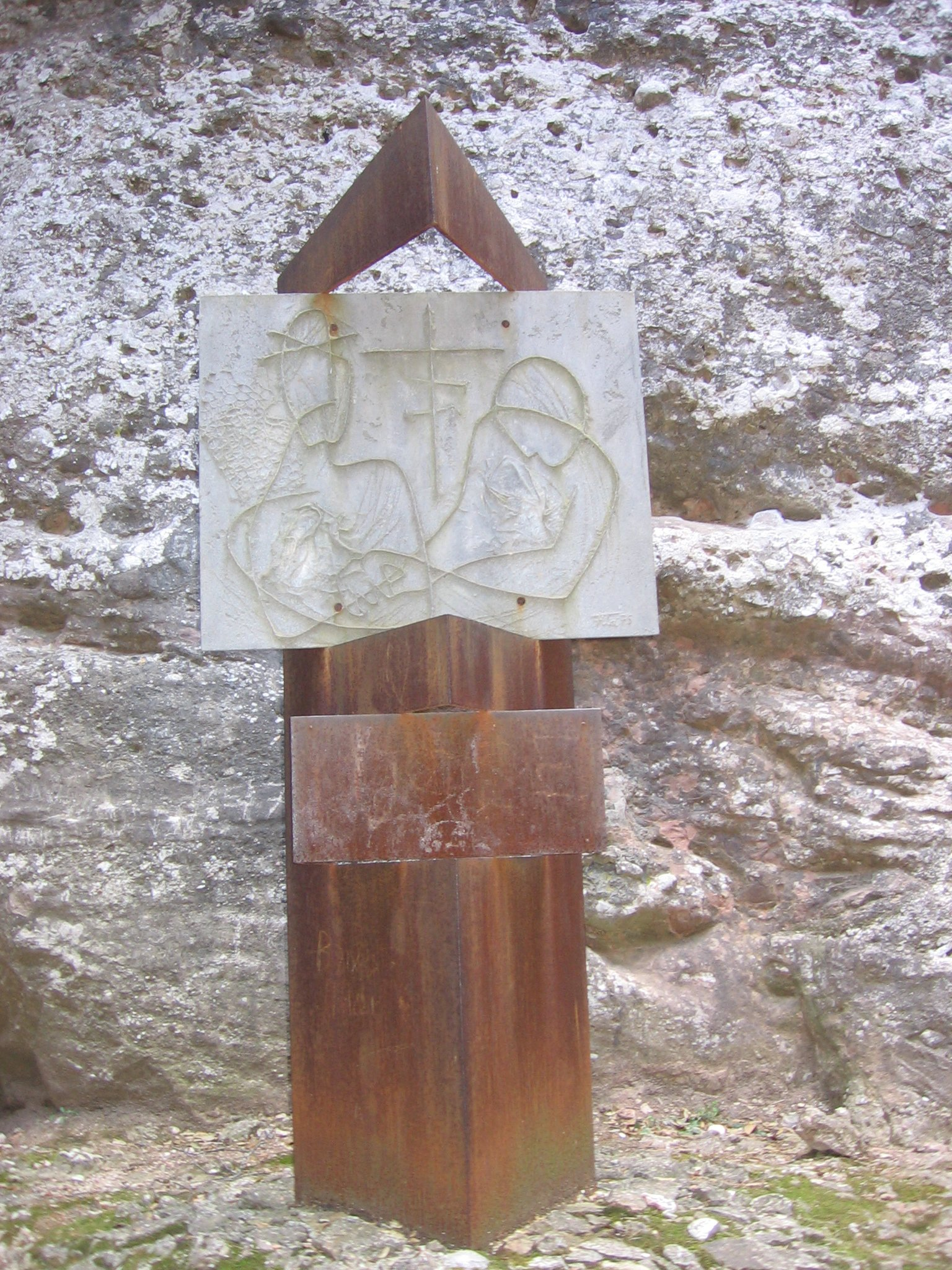
Jesús es desnudado, de Domènec Fita